# قابلیت حمل نرم‌افزار

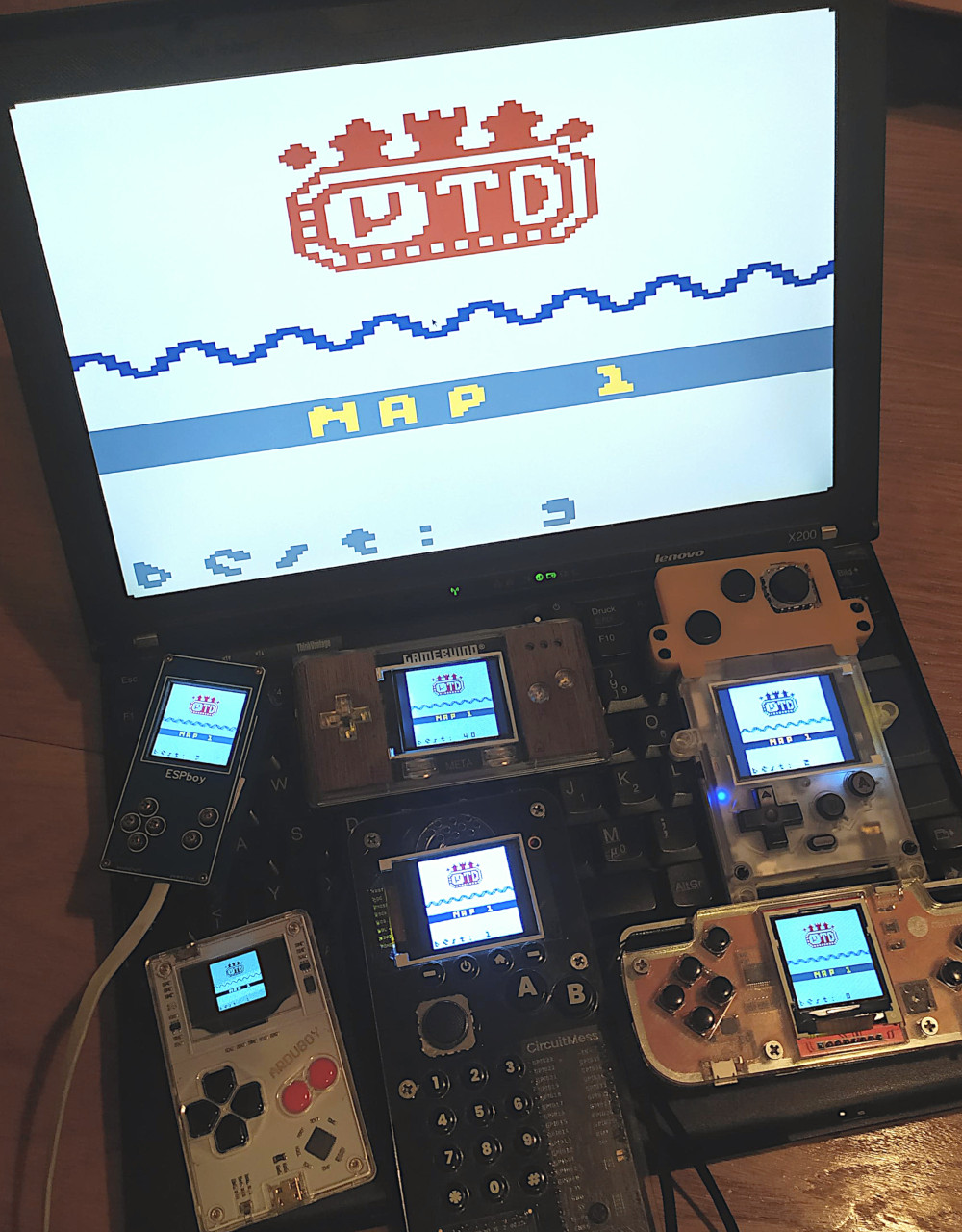
بازی ویدئویی در حال اجرا بر روی سکوهای سخت‌افزاری مختلف.

یک برنامهٔ رایانه‌ای در صورتی قابل حمل (به انگلیسی: Portable) است که برای اجرای آن بر روی سکو یا پلتفرم‌های مختلف، تلاش بسیار کمی لازم باشد. پیش‌نیاز مورد نیاز برای قابل حمل بودن، انتزاع تعمیم‌یافته بین منطق برنامه و رابط‌های سیستم است. هنگامی که نرم‌افزار با عملکرد یکسان برای چندین پلتفرم رایانش تولید می‌شود، قابل حمل بودن، مسئلهٔ کلیدی برای کاهش هزینهٔ توسعه است.
منظور از قابلیت حمل نرم‌افزار امکان استفاده از یک نرم‌افزار در محیط‌های مختلف است. برای نرم‌افزارهایی که برای دو یا چند پلتفرم مختلف در دسترس هستند یا می‌توانند برای آن‌ها دوباره کامپایل شوند، اعمال می‌شود.

## استراتژی‌های قابل حمل
قابلیت حمل نرم‌افزار ممکن است شامل موارد زیر باشد:
- انتقال فایل‌های برنامهٔ نصب‌شده به کامپیوتری دیگر با معماری مشابه.
- نصب مجدد یک برنامه از فایل‌های توزیع بر روی کامپیوتری دیگر با معماری مشابه.
- ساخت برنامه‌های اجرایی برای پلتفرم‌های مختلف از کد منبع؛ این همان چیزی است که معمولاً به عنوان «حمل» شناخته می‌شود.